# Cornelius Bechtler
Cornelius Bechtler (* 7. Juli 1968 in Freiburg im Breisgau) ist ein deutscher Politiker (Bündnis 90/Die Grünen). Er ist seit 2021 Bezirksstadtrat des Berliner Bezirks Pankow.

## Leben
Er wuchs im Schwarzwald auf und kam 1991 nach Berlin, wo er seitdem im Ortsteil Prenzlauer Berg des Bezirks Pankow lebt. Er studierte Stadt- und Regionalplanung an der TU Berlin.
Bereits 1987 wurde er Mitglied der Partei Die Grünen (seit Mai 1993 Bündnis 90/Die Grünen) und war von 2002 bis 2005 Mitglied im Kreisvorstand Pankow und zeitweise auch Kreisvorsitzender.  Er arbeitete von 2001 bis 2005 als Geschäftsführer der Fraktion von Bündnis 90/Die Grünen der Bezirksverordnetenversammlung Pankow und war bis 2021 fast 17 Jahre lang Geschäftsführer und Referent des Bildungswerks für Alternative Kommunalpolitik (BiwAK e.V.). 
Von 2006 bis 2016 war er Bezirksverordneter, sechs Jahre als Vorsitzender des Ausschusses für Finanzen, Immobilienmanagement und Personal sowie ab 2011 als Fraktionsvorsitzender. Zwischen 2015 und 2020 studierte er berufsbegleitend und machte einen Masterabschluss in der Erwachsenenbildung.
Nach der Wahl der Bezirksverordnetenversammlung 2021 wurde er Stadtrat für Jugend und Familie und nach der Wiederholungswahl 2023 Stadtrat für Stadtentwicklung und Bürgerdienste.